# Shahzad Nawaz
Shahzad Nawaz es un director, actor, cantante y diseñador gráfico pakistaní. Inició su carrera como diseñador gráfico para algunas organizaciones en el diseño de logotipos, incluyendo a la Corporación de Televisión de Pakistán.
En 2003 y 2005 dirigió y actuó en dos películas, Daira y Botal Gali, basadas en el libro Moth Smoke de Mohsin Hamid, y actuó en la serie dramática Ana (2004). El nombre de Nawaz ganó reconocimiento con la película Chambaili, la cual escribió y produjo. Fue la primera película de corte político en su país, logrando elogios de la crítica especializada y una nominación a mejor película del año de la ARY como productor. En 2016 se presentó como cantante en el programa televisivo pakistaní Coke Studio.

## Filmografía

### Cine
- Daira, como actor (2003)
- Moth Smoke (2005)
- Chambaili, como guionista y productor (2013)
- RAW (2016)

### Televisión
- Ana (2004)
- Ishq Mein Teray, como Sheheryar Hamdani (2013-2015)
- Coke Studio Pakistan, Temporada 9 (2016)

### Diseñador gráfico
Nawaz ha diseñado logotipos para las siguientes compañías.
- Islamabad United
- Quetta Zorawar
- Lahore Lajpaals F.C.
- Geo Super Football League
- Karachi Bazigar
- Pakistan Television Corporation
- Nai Baat Media Network